# Camilla Brunelli
Camilla Brunelli je doraščala dvojezično. Znana je kot zgodovinarka in germanistka. Od leta 2002 je ravnateljica Muzeja izselitve v italijanskem mestu Prato. 

## Življenje
Kot hči tedanjega zunanjepolitčnega dopisnika italijanskega dnevnika Corriere della Sera se je z njeno družino preselila v Bonn. Po maturi je študirala na univerzi v Firencah zgodovino in germanistiko. Sedem let je delala na avstrijskem konzulatu v Firencah, od leta 1990 do 2007 je delala kot simultana tolmačica za javno pravno televijzijo Rai. Od leta 1984 se udejstvuje v povezavi italijanskega mesta Prato z avstrijsko občino Ebensee. Zanimivo je tudi delo v ustanovi topografija nasilja. Že sedem let pa deluje v muzeju za izseljeništvo v toskanskem mestu Prato. Camilla Brunelli zaseda važno mesto v  kulturi spominjanja.
Med drugim je članica mednarodnega sveta Avstrijske službe v tujini

## Prevodi iz nemščine v italijanščino (izbor)
- E. Kendler, R. Pekar: Mai più! (Nie wieder!). Stadt Prato und Provinz Florenz, Prato 1987
- Mark Lidzbarski: Ricordi di giovinezza di un professore tedesco (Auf rauhem Wege. Jugenderinnerungen eines deutschen Professors). Passigli Editore, Florenz 1988 (mit Lela Gatteschi)
- Grete Weil: Il prezzo della sposa (Der Brautpreis). Giunti, Florenz 1991
- Curt Goetz: Una strega a Beverly Hills (Die Tote von Beverly Hills). Giunti, Florenz 1995

## Prevodi iz italijanščine v nemščino (izbor)
- Guido Baglioni: Ist Demokratie möglich? (Democrazia impossibile?). Nomos, Baden-Baden 1998

## Publikacije
- Grete Weil: Conseguenze tardive , La Giuntina, Florenz 2008
- Sodelovala pri: Il libro dei deportati, izdanla Brunello Mantelli in Nicola Tranfaglia, Mursia, Mailand 2009

## Weblinks
- Spletna stran Museo della Deportazione (v italijanščini)